# طعن كنيسة ويكلي 2024
في 15 أبريل 2024، في حوالي الساعة 7:15 وقع هجوم بسكين في كنيسة المسيح الراعي الصالح في ويكلي، إحدى ضواحي سيدني، أستراليا، في حوالي الساعة 12:00 مساءً بالتوقيت المحلي. أثناء خطبة بثت مباشرة على الإنترنت، صعد المهاجم إلى المنبر، وطعن أولاً الأسقف ماري إيمانويل، مما أدى إلى فقدان البصر الدائم في عين إيمانويل اليمنى، قبل أن يطعن كاهنًا ويصيب أحد رواد الكنيسة الآخرين. ورغم عدم سقوط قتلى في الحادث، فإن هذا الهجوم هو ثاني حادث طعن يقع في سيدني خلال ثلاثة أيام، بعد حادث الطعن الجماعي المميت في بوندي جانكشن.
ألقت شرطة نيو ساوث ويلز القبض على شاب يبلغ من العمر 16 عامًا فيما يتعلق بالهجوم. وقد صنفوا عملية الطعن على أنها هجوم إرهابي، لكنهم لم يكشفوا عن اسم المتهم أو الدافع الدقيق له. ويُعد ويكلي موطنًا للعديد من المسيحيين المنتمين إلى الشتات الآشوري، بما في ذلك إيمانويل نفسه.

## خلفية
تستضيف منطقة ويكلي أكبر عدد من المسيحيين الآشوريين مقارنة بأي حي حضري آخر في أستراليا، وكثير منهم لاجئون من العراق وسوريا.
كان مار ماري عمانوئيل من أصل عراقي، وعين أسقفًا في عام 2011، لكنه انفصل لاحقًا عن كنيسة الشرق القديمة بسبب الاختلافات اللاهوتية وأسس طائفته المسيحية الخاصة.
انتقد إيمانويل الطوائف المسيحية الليبرالية، فضلاً عن الديانات الأخرى مثل اليهودية والإسلام في عظاته. كان من أبرز المنتقدين لعمليات الإغلاق وفرض اللقاحات أثناء جائحة كوفيد-19 في أستراليا. لقد تبنى مواقف محافظة بشأن قضايا مثل حقوق المثليين والمثليات ومزدوجي الميل الجنسي والمتحولين جنسياً والجنس. كما أعرب عن تضامنه مع الفلسطينيين خلال الحرب بين إسرائيل وحماس، ودعا إلى السلام. وقد نشرت مقاطع من خطبه التي بثت مباشرة على وسائل التواصل الاجتماعي وحظيت بملايين المشاهدات، مما منحه متابعة دولية. وفقًا لإيمانويل نفسه، قبل حوالي شهر من عملية الطعن، انتشرت تهديدات على تيك توك مفادها أن "الأسقف لديه أسبوعان للعيش".

## حادثة الطعن
وقعت عمليات الطعن حوالي الساعة 7:10 مساءً في ضاحية ويكلي، 34 كيلومتر (21 ميل) جنوب غرب منطقة الأعمال المركزية في سيدني. دخل مهاجم يرتدي سترة سوداء كنيسة المسيح الراعي الصالح في شارع ويلكم، وهو يصرخ "الله أكبر"، وهاجم عدة أشخاص بسكين، بدءًا من الأسقف الرئيس مار ماري عمانوئيل، الذي كان يخطب ويبث مباشرة على الإنترنت. اقترب المهاجم من المنبر وطعن إيمانويل مرارًا وتكرارًا في الرأس والجزء العلوي من الجسم. كان السلاح المزعوم عبارة عن سكين فليك، وهو محظور في أستراليا، ولكن لم يفتح بالكامل.
وفي مقطع فيديو نشره أحد رواد الكنيسة، يمكن سماع المراهق وهو يقول باللغة العربية: "لو لم يهين نبينا لما أتيت إلى هنا". وهرع أعضاء الجماعة إلى الأمام للسيطرة على المهاجم، وتجمعوا حول الضحية. إرسلت إحدى عشر سيارة إسعاف إلى الكنيسة.

## الخسائر
أصيب ثلاثة أشخاص بإصابات غير مهددة للحياة في الهجوم: الأسقف مار ماري إيمانويل، 53 عامًا، الذي نُقل إلى مستشفى ليفربول في حالة خطيرة؛ ووضعت المستشفى تحت إغلاق جزئي. علج رجلين من جروح أصيبا بها أثناء تقييد المهاجم، بما في ذلك كاهن يبلغ من العمر 39 عامًا ورجل آخر في الستينيات من عمره.
قطع أحد أصابع المهاجم المزعوم بعد الهجوم. لم يكن هذا الأمر متعمدًا من قبل الحشد، بل حدث أثناء المشاجرة التي تلت ذلك.

## المشتبه
قبض على المشتبه به واحتجز. على الرغم من أنه لم يتم تسميته بعد، فقد ورد في البداية أنه يبلغ من العمر 15 عامًا، ثم عدل لاحقًا إلى 16 عامًا. كان معروفًا لدى الشرطة لكنه لم يكن مدرجًا على قائمة مراقبة الإرهاب. كان قد أدين سابقًا في يناير 2024 بارتكاب جرائم الأسلحة والمطاردة والترهيب وإتلاف الممتلكات، ولكن إطلق سراحه بكفالة حسن السلوك من قبل محكمة في سيدني.
وأظهرت اللقطات المهاجم المزعوم وهو يبتسم بينما كان ضابط شرطة يمسك به على الأرض بعد أن ألقى عليه رواد الكنيسة القبض. حجبت هوية المهاجم بسبب قوانين الأحداث في نيو ساوث ويلز. وقال والده إن ابنه لم تظهر عليه أي علامات التطرف قبل الهجوم. وقال أحد زعماء الجالية المسلمة الذي تحدث مع عائلة المشتبه به إن المشتبه به أعرب لوالدته عن ندمه واعتذر عن أفعاله. وأضاف أن أقارب المشتبه به الذين نقلوا إقامتهم خوفاً من الانتقام أدانوا الاعتداء، فيما قالت والدة المشتبه به إنه لجأ إلى العلاج لدى أطباء نفسيين للسيطرة على غضبه.

## تحقيق
صرحت الشرطة أن عملية الطعن كانت تحتوي على "عناصر تتفق مع التطرف الديني ". وفي مؤتمر صحفي في كانبيرا، قال المدير العام لمنظمة الاستخبارات الأمنية الأسترالية (ASIO) مايك بورجيس إن وكالة الاستخبارات كانت على علم بادعاءات المهاجم بأن الأسقف أهان النبي الإسلامي محمد. وقالت مفوضة شرطة نيو ساوث ويلز كارين ويب إن الشرطة تحدثت مع والدي الصبي، لكنها لم تتمكن من تقديم تفاصيل.
شكل فريق عمل لمكافحة الإرهاب للتحقيق في الأمر، وخاصة فيما إذا كان هناك أشخاص آخرون متورطون. تألفت فرقة العمل من مسؤولين من قوة شرطة نيو ساوث ويلز، والشرطة الفيدرالية الأسترالية، ووكالة الاستخبارات الأمنية الأسترالية.
في 18 أبريل، وجه تهمة ارتكاب عمل إرهابي إلى المشتبه به البالغ من العمر 16 عامًا. وقد رُفض الإفراج عنه بكفالة، وظهر أمام جلسة استماع في محكمة الأحداث في 19 أبريل. وأوصى القاضي بإجراء تقييم للصحة العقلية له وأمر بإيداعه في مركز احتجاز للأطفال بعد إطلاق سراحه من المستشفى في انتظار جلسة المحكمة التالية في 14 يونيو. في تلك الجلسة، وجهت للمشتبه به تهمة واحدة وهي إصابة إيمانويل بقصد القتل وتهمة أخرى وهي إصابة الكاهن الآخر الذي أصيب في الهجوم بقصد التسبب في أذى جسدي خطير.

## في أعقاب
نشر أكثر من 100 من أفراد الشرطة في موقع الكنيسة لمواجهة حشود تقدر أعدادها بنحو 2000 شخص تجمعوا خارج الكنيسة والمستشفى، حيث يعتقدون أن المهاجم المزعوم محتجز هناك. صرخ الحشد "أخرجوه!" بينما بقي رجال الشرطة والمسعفون داخل الكنيسة مع الجاني المزعوم لعدة ساعات. واشتبكت الحشود مع الشرطة وهاجمت سيارات الشرطة. استخدمت شرطة مكافحة الشغب رذاذ الفلفل ضد الحشد المضطرب خارج الكنيسة. حلقت مروحية تابعة للشرطة فوق المنطقة، وبثت: "يرجى من جميع الأشخاص إخلاء المنطقة على الفور".
وأصيب ما مجموعه 30 شخصًا من الحشد أثناء أعمال الشغب، ونقل سبعة منهم إلى المستشفى. كما أصيب واحد وخمسون من ضباط الشرطة أيضًا. نقل ثلاثة من رجال الشرطة المصابين إلى المستشفى ولكن خروجوا في اليوم التالي. وتضررت عشرون سيارة للشرطة، وأصبحت عشرة منها غير صالحة للاستخدام. كما سرقت العشرات من طلقات الذخيرة الحية والزي الشرطي والسترات الواقية من الرصاص من مركبات الشرطة المتضررة. وقد حوصر ستة من المسعفين داخل الكنيسة لأكثر من ثلاث ساعات بسبب أعمال العنف. كما اقتحم العديد من المنازل. وانتهت عمليات الشرطة قبل الساعة 1 صباح يوم 16 أبريل. تعهدت مفوضة شرطة ولاية نيو ساوث ويلز كارين ويب بمحاكمة مثيري الشغب العنيفين، كما صرحت أيضًا أن العديد من مثيري الشغب لم يكونوا حتى مرتبطين بالكنيسة. وأعلنت أيضًا عن تشكيل قوة ضاربة للرد على أعمال الشغب، فضلاً عن تنفيذ دوريات إضافية للمساعدة في "التناغم المجتمعي". وقالت الشرطة إنها حددت هوية مثيري الشغب بناءً على 600 ساعة من اللقطات التي تغطي الحدث.
وفي أول تصريحات له منذ الهجوم، والتي صدرت في 18 أبريل/نيسان، قال مار ماري إيمانويل إنه "يتعافى بسرعة" وإنه سامح المهاجم. وحث أيضًا جماعته على التعاون مع السلطات وعدم الانتقام. لقد فقد مار ماري عمانوئيل البصر في إحدى عينيه نتيجة للطعن. وفي 17 أبريل/نيسان، خرج أحد المصابين من المستشفى.
أعرب زعماء المجتمع المسلم عن مخاوفهم من أن قرار السلطات بتسمية الحادث "هجومًا إرهابيًا" قد يشجع على معاداة الإسلام، وتساءلوا عما إذا كان يتم تطبيق وصف الإرهاب بشكل متسق. نشرت الشرطة في المساجد في جميع أنحاء سيدني بعد ورود تقارير عن تداول رسائل نصية تدعو المجتمع المسيحي الآشوري إلى الانتقام من المسلمين. كما قام مسجد لاكيمبا، وهو الأكبر في البلاد، بتعيين حراس خاصين إضافيين بعد تلقي تهديدات بقنابل حارقة في 15 أبريل. سجل سجل الإسلاموفوبيا في أستراليا 46 تقريرًا عن حوادث مرتبطة بالكراهية في أعقاب طعن ويكلي وحادث الطعن السابق في بوندي جانكشن، والذي عزاه جزئيًا إلى معلومات مضللة نشرتها شخصيات معادية للإسلام. وفي نيوزيلندا، أرسل اتحاد الجمعيات الإسلامية في نيوزيلندا رسائل إلكترونية إلى مجتمعاته الأعضاء البالغ عددها 49 يحثها فيها على اتخاذ الاحتياطات الأمنية في أعقاب الهجوم على كنيسة ويكلي.

### الاعتقالات
إجرى أول اعتقال فيما يتعلق بأعمال الشغب في 17 أبريل، عندما وجهت اتهامات إلى شاب يبلغ من العمر 19 عامًا من دونسايد بالشغب والشجار وتدمير أو إتلاف الممتلكات أثناء الاضطرابات العامة. وقالت الشرطة إنها تبحث عن هويات نحو 50 شخصًا من بين الحشد. وفي وقت لاحق، إلقى القبض على شخصين آخرين في الأيام التالية، رجل يبلغ من العمر 28 عامًا من هورنينغسي بارك ورجل يبلغ من العمر 45 عامًا من فيرفيلد هايتس. استسلم شخص رابع، وهو رجل يبلغ من العمر 23 عامًا من فيرفيلد، للشرطة في 22 أبريل. كان الاعتقال العاشر لرجل يبلغ من العمر 27 عامًا من جرانفيل. وأكدت كارين ويب أن مثيري الشغب لم يكونوا مرتبطين بأبرشية الكنيسة، واستخدموا الهجوم الأصلي "كذريعة" للشجار مع الشرطة.
في 24 أبريل/نيسان، كجزء من التحقيق الجاري في حادثة الطعن المزعومة، ألقت شرطة مكافحة الإرهاب القبض على سبعة مراهقين (تتراوح أعمارهم بين 14 و17 عامًا)، زعمت الشرطة أنهم يعتنقون "أيديولوجية متطرفة عنيفة ذات دوافع دينية" وأنهم "يشكلون خطرًا غير مقبول على سكان نيو ساوث ويلز". وفي اليوم التالي، وجهت إلى خمسة من المعتقلين تهم الإرهاب والتطرف، بما في ذلك حيازة مواد متطرفة والتآمر للتخطيط أو التحضير لعمل إرهابي. وزعمت الشرطة أن هذه الجرائم حددت بناءً على البحث في الأجهزة الإلكترونية للمتهم بالطعن.
خلال أوائل شهر يونيو، إجريت خمسة اعتقالات أخرى فيما يتعلق بأعمال الشغب، والتي شملت رجلين يبلغان من العمر 41 و31 عامًا، بالإضافة إلى صبي يبلغ من العمر 17 عامًا من فيرفيلد ويست، وواكلي وجرين فالي، على التوالي، مع اعتقالات إضافية أجريت في مركز شرطة فيرفيلد ومنشأة إصلاحية في سيسنوك، بإجمالي 29 تهمة.

## ردود الفعل
وطلبت إدارة كنيسة المسيح الراعي الصالح الصلاة من أجل ضحايا الهجوم وكذلك الجاني المزعوم وفقًا لرغبات الأسقف عمانوئيل والأب إسحق. كما دعت أولئك الذين تجمعوا في الكنيسة إلى "المغادرة بسلام". وقالت كنيسة المشرق الآشورية أيضًا إن "قلوبها وصلواتها مع الضحايا" وتأمل في "راحتهم وشفائهم السريع".
صرح الأسقف إيمانويل أنه سامح المعتدي عليه ودعا أتباعه إلى الهدوء واحترام القانون وسط أعمال الشغب. صرح المستشار ستيف كريستو من مجلس مدينة كمبرلاند "إن هذا يُظهِر الشجاعة الرائعة لرجل والغفران الذي يشعر به في داخله للصلاة من أجل مهاجمه المزعوم". وفيما يتعلق بمحاولات الحكومة إزالة مقاطع الفيديو الخاصة بالهجوم من وسائل التواصل الاجتماعي، قال إيمانويل إنه لا يعارض بقاء مقاطع الفيديو على الإنترنت، مشيرًا إلى مخاوف تتعلق بحرية التعبير.
وقد أدان الهجوم زعماء دينيون وجماعات ومنظمات أخرى بما في ذلك مجلس الأئمة الوطني الأسترالي والمجلس التنفيذي لليهود الأستراليين عقب اجتماع مع رئيس وزراء نيو ساوث ويلز كريس مينز، الذي أعرب أيضًا عن تعاطفه مع الضحايا وخدمات الطوارئ ودعا إلى الهدوء.
قال فرانك كاربون، عمدة مدينة فيرفيلد، إن الهجوم وأعمال الشغب التي تلته كانت "موقفًا عاطفيًا للغاية"، مضيفًا أن المجتمع كان "منزعجًا للغاية" بسبب الحادث.
ودان رئيس الوزراء الأسترالي أنتوني ألبانيز الهجوم، قائلا إنه لا مكان "للعنف في مجتمعنا" و"التطرف العنيف". كما دعا الأستراليين إلى "التوحد، وليس الانقسام، كمجتمع وكدولة". أعلن مايك بورجيس، المدير العام للأمن في وكالة الاستخبارات الأمنية الأسترالية، أن مستوى التهديد الإرهابي في أستراليا "ممكن"، مما يعني أن التطرف يشكل خطرًا قائمًا.
أمرت الحكومة الأسترالية ميتا بلاتفورمز وتويتر بإزالة المحتوى المسيء المتعلق بالهجوم في غضون 24 ساعة أو مواجهة غرامات. وردًا على ذلك، قالت شركة تويتر إنها لن تفعل ذلك وستلجأ إلى المحكمة بشأن هذه القضية، حيث اتهم مالكها إيلون ماسك الحكومة بالرقابة. وعلى الرغم من قيام تويتر بحجب لقطات الطعن في أستراليا، إلا أن المحكمة الفيدرالية الأسترالية وافقت في 22 أبريل على استئناف قدمته لجنة السلامة الإلكترونية الأسترالية لإصدار أمر إلى تويتر بحجب اللقطات عالميًا بشكل مؤقت في غضون 24 ساعة أثناء الاستماع إلى عريضة لجعل الحظر دائمًا. مدد الحظر في 10 مايو، ولكن رفع في 13 مايو، حيث قال القاضي جيفري كينيت أنه من غير المعقول أن تطلب لجنة السلامة الإلكترونية من تويتر إزالة الوصول إلى الفيديو عالميًا، مشيرًا إلى أن الحظر سيتم "تجاهله أو التقليل من شأنه" من قبل دول أخرى. أسقطت مفوضة السلامة الإلكترونية جولي إنمان جرانت القضية أمام المحكمة الفيدرالية في 5 يونيو 2024، لكنها ذكرت أنها ستواصل الإجراءات القانونية في محكمة الاستئناف الإدارية.